# Военный комиссариат

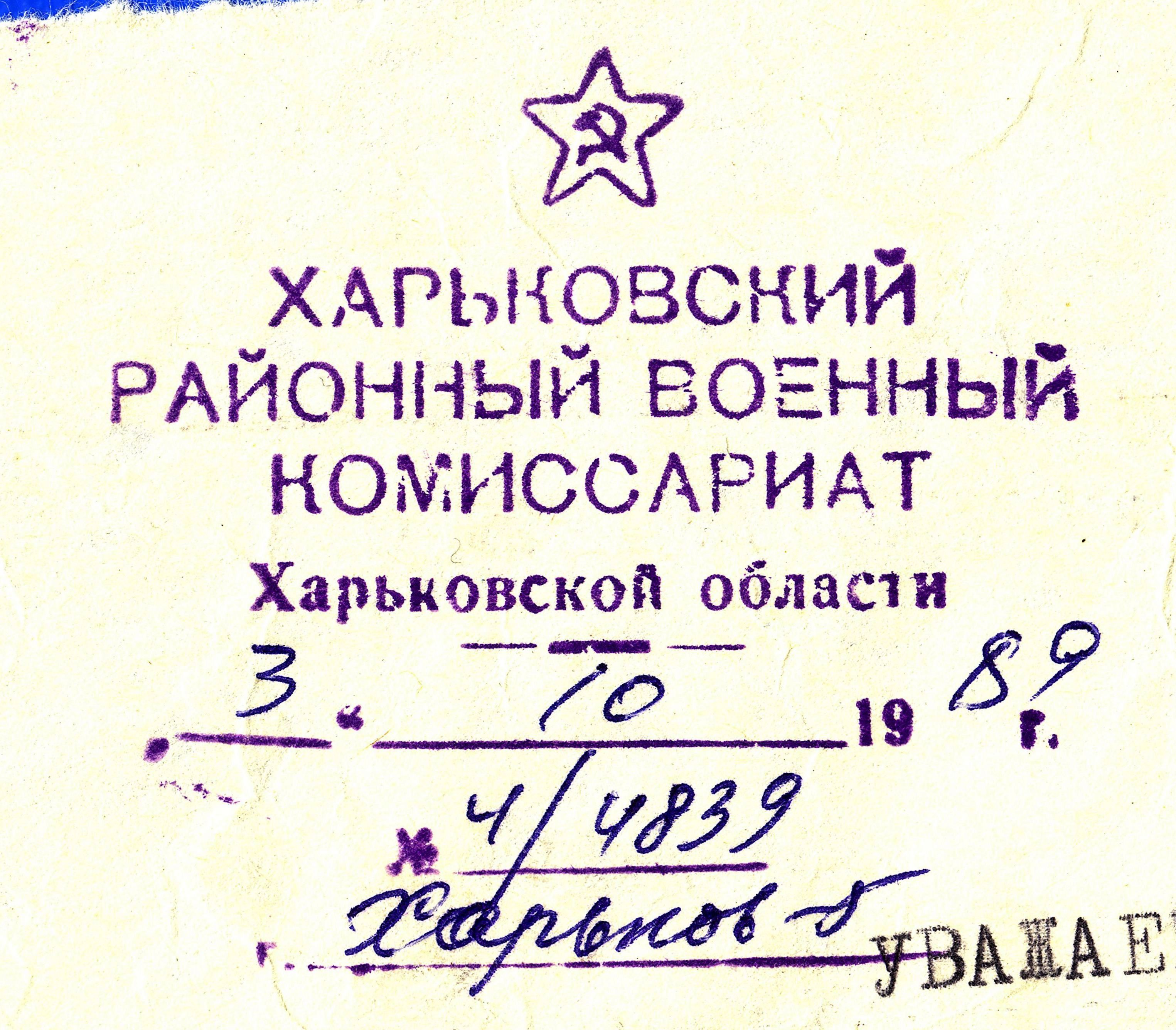
Угловой штамп Харьковского районного военного комиссариата, 1989 год

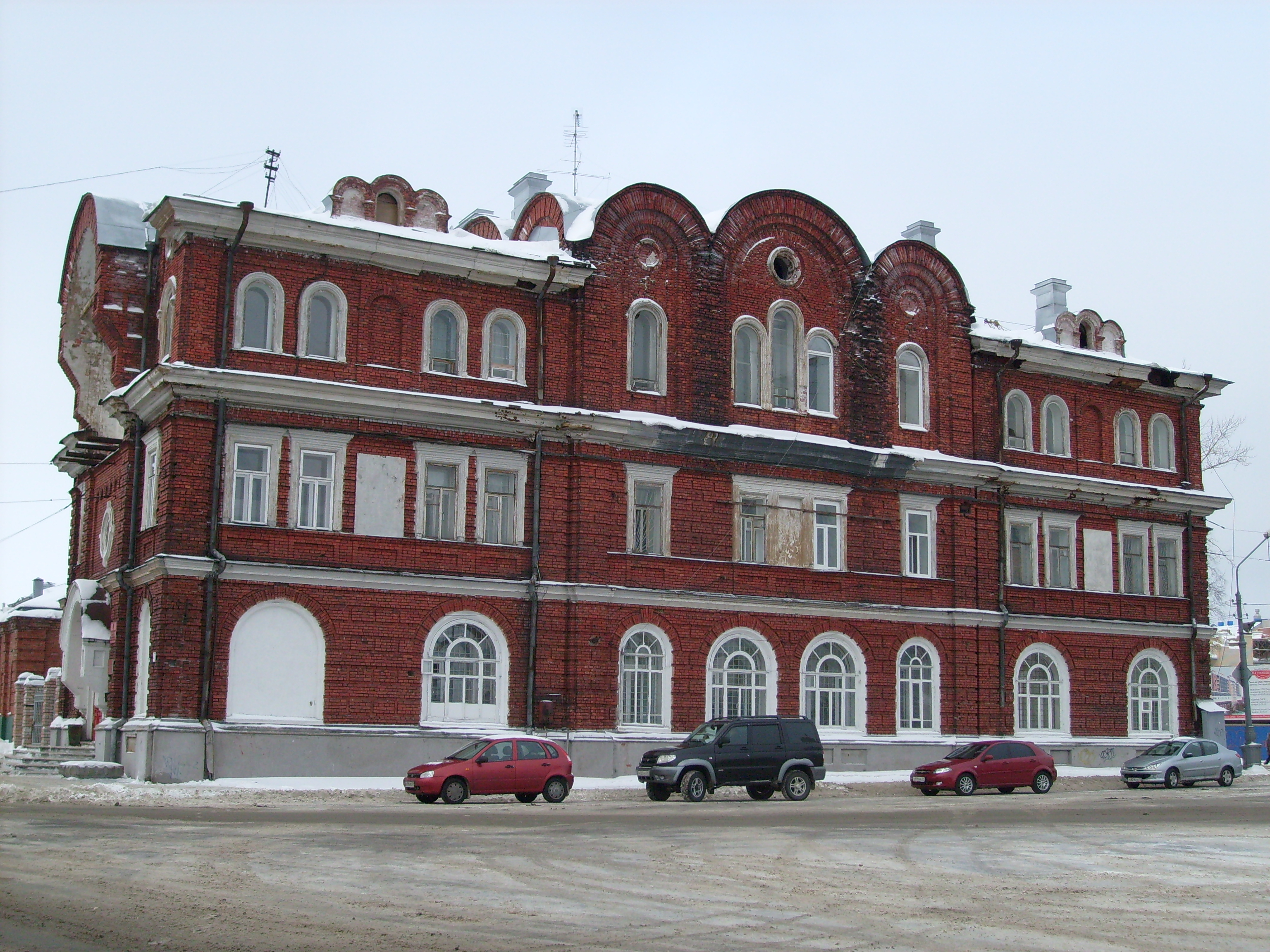
Здание военного комиссариата в Архангельске

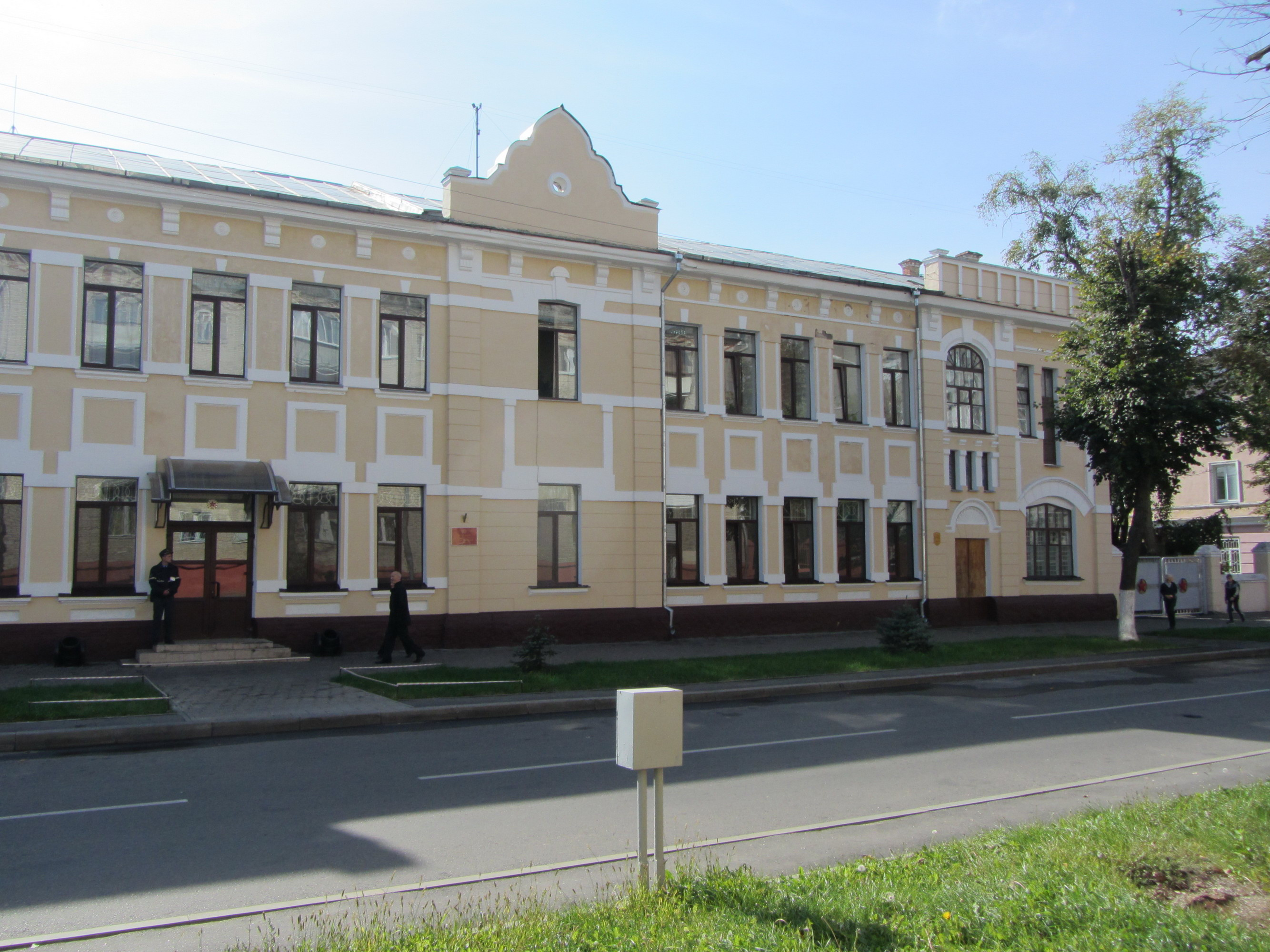
Здание военного комиссариата в Гомеле

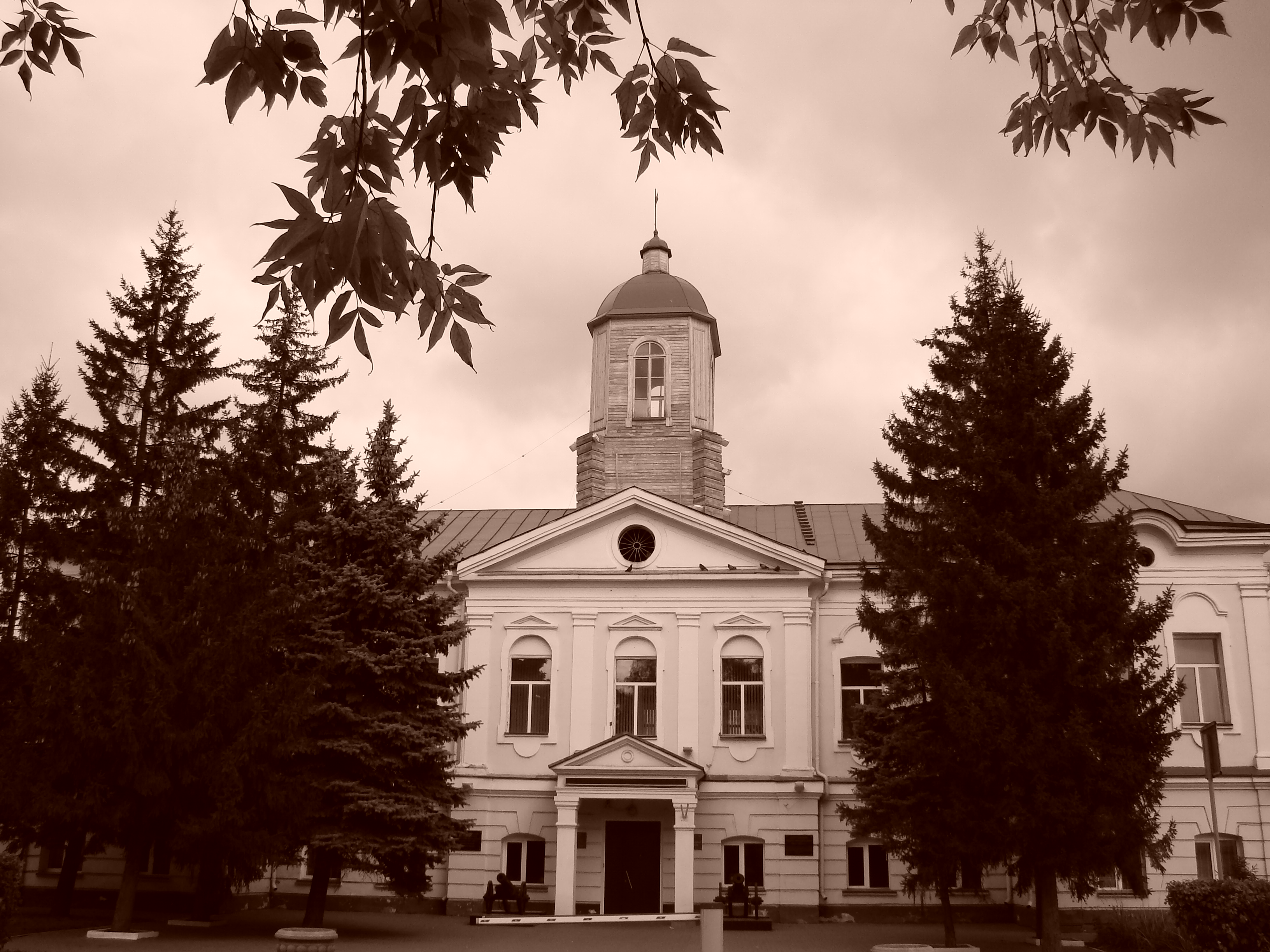
Здание Омского областного военного комиссариата (улица Партизанская, дом № 14), ранее — Омская гауптвахта

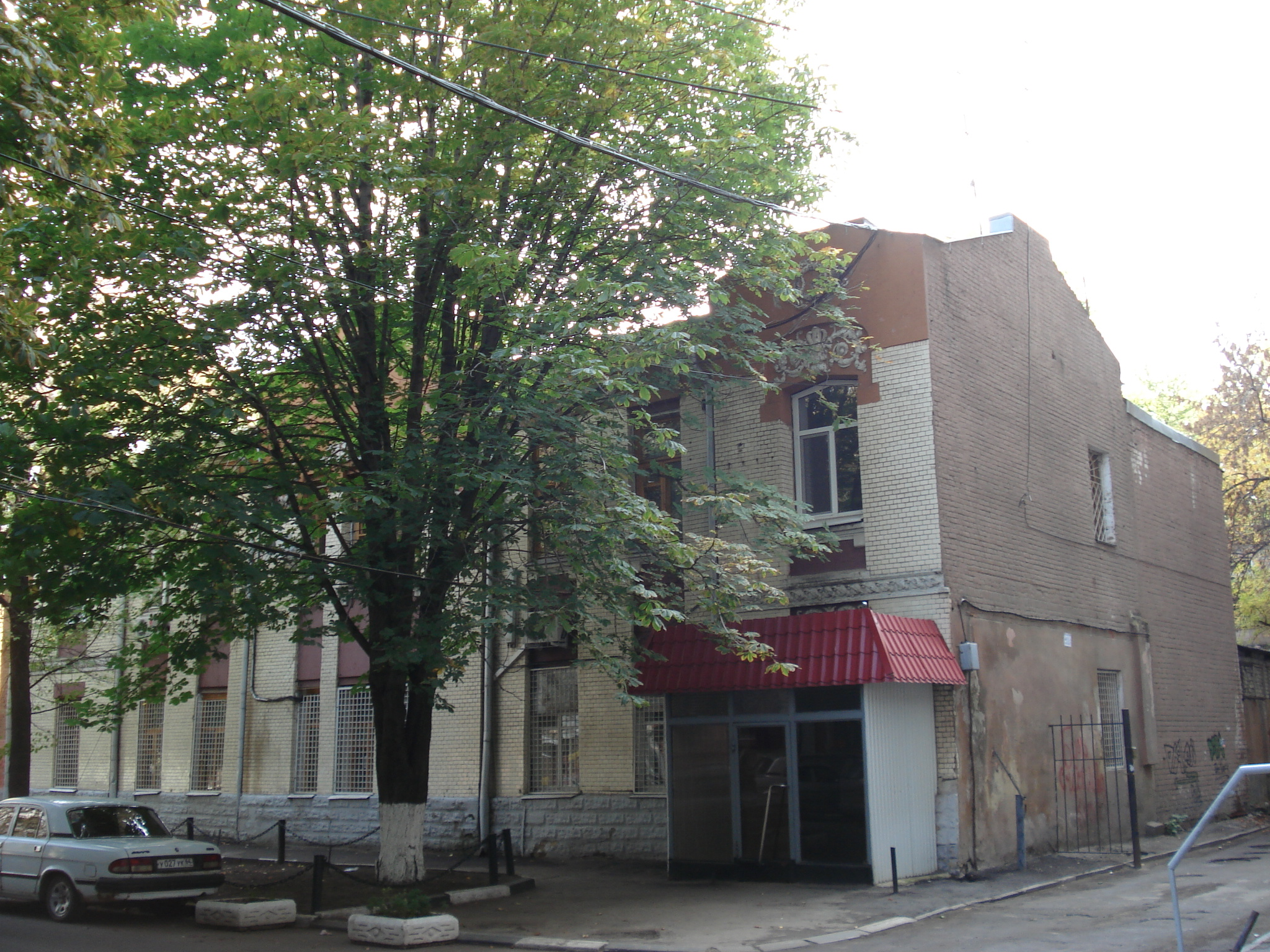
Здание военного комиссариата, Саратов, Мирный переулок, дом № 12

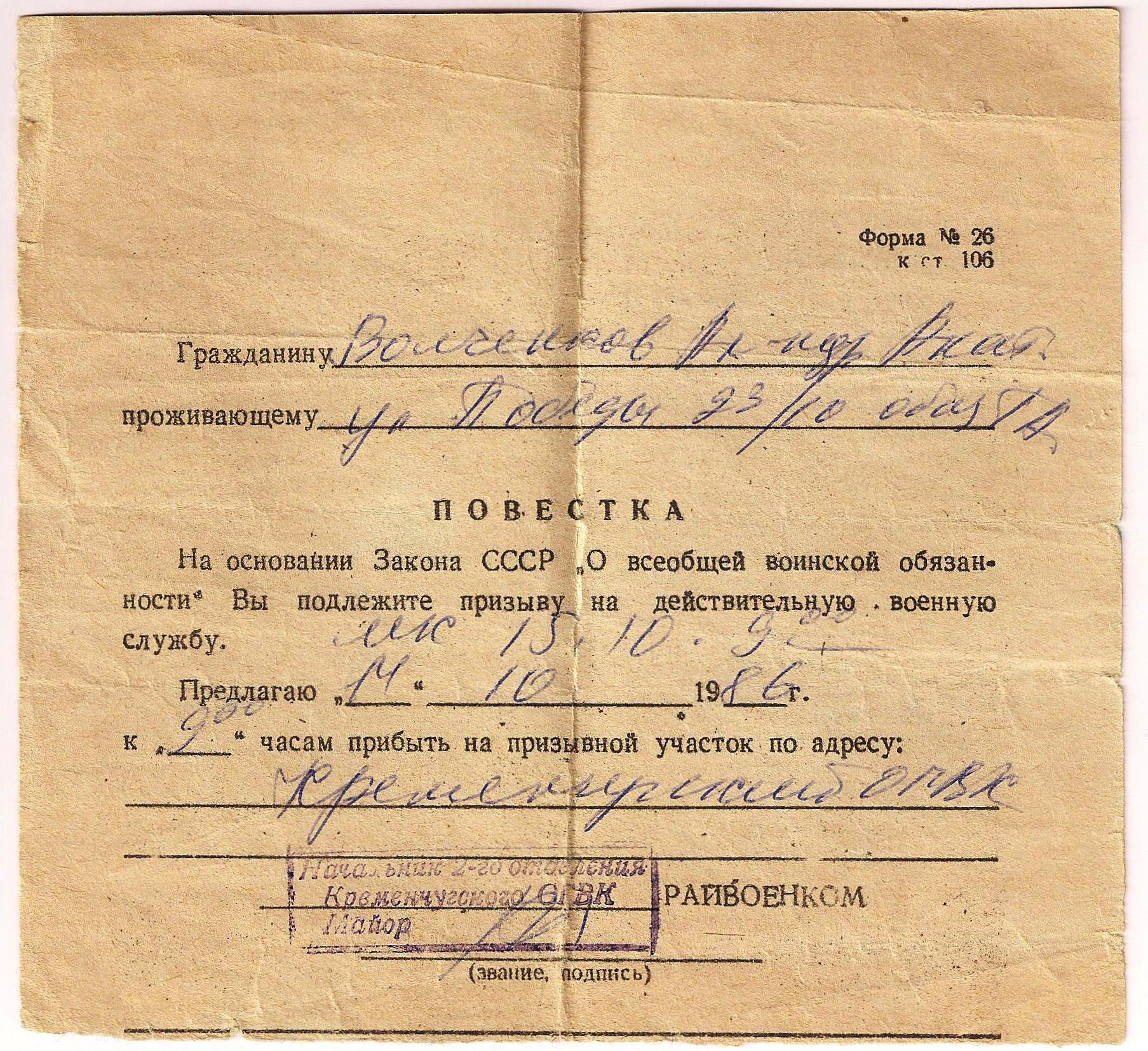
Повестка, форма № 26, к ст. 106 о призыве, образец 1986 года

Вое́нный комиссариа́т (военкома́т) — орган местного военного управления в Советском Союзе, а затем в республиках бывшего СССР, ответственный за военно-мобилизационную и учётно-призывную работу в Вооружённых Силах Союза и постсоветских государств (не всех).
Могут быть краевыми, республиканскими, областными, городскими, районными и межрайонными. Районные и городские могут быть объединёнными. Ранее, в России советского периода, были также окружные, губернские, уездные и волостные. День сотрудников военных комиссариатов России — 8 апреля, в соответствии с Указом Президента России от 2006 года.

## История
8 апреля 1918 года Совет народных комиссаров РСФСР принял «Декрет об учреждении волостных, уездных, губернских и окружных комиссариатов по военным делам», на основании которого в течение года на территории Советской республики было создано 7 окружных, 39 губернских, 385 уездных и 7 тысяч волостных военных комиссариатов.
На военные комиссариаты были возложены следующие основные задачи:
- вести учёт военнообязанных
- проводить первоначальное военное обучение и осуществлять призывы в Вооружённые силы СССР, формировать их части, организовать их снабжение, управлять войсками, предназначенными для обслуживания территории данной губернии, проводить в жизнь Декрет о Всевобуче.

Право командовать вновь создающимися дивизиями досталось людям, которые знали и теорию и практику военного искусства — выпускникам Военной Академии им. М. В. Фрунзе, Героям Советского Союза полковнику К. И. Провалову, подполковникам А. И. Петраковскому и И. Д. Зиновьеву (сд № 383, 393 и 395, соответственно). Так, 20 августа 1941 г. они были вызваны в управление по командному и начальствующему составу наркомата обороны. В разговоре начальник управления генерал-майор А. Д. Румянцев сообщил, о том, что им доверено командовать стрелковыми дивизиями. При этом было подчёркнуто следующее: «Проследите, чтобы военкоматы предоставили обученный приписной состав: красноармейцы, отделенные командиры, помкомвзвода и старшины — все, — подчёркиваю, — все должны быть назначены из числа тех, кто в Красной Армии отслужил самое большое три года назад. Командный состав получите кадровый».
— Оборона ДонБасса и г. Сталино в 1941 году. 383 сд, Донецк. История. События. Факты.
За годы Великой Отечественной войны органы местного военного управления (военкоматы) успешно провели мероприятия по мобилизации личного состава и техники из народного хозяйства Союза ССР, было призвано более 30 000 000 человек личного состава, поставлено в войска тысячи единиц техники и обеспечено всеобщее военное обучение граждан Союза на предприятиях и в организациях. С 22 июня 1941 года по 1 июля 1941 года (9 суток) военными комиссариатами в Вооружённые силы СССР было призвано 5 300 000 человек.
После Великой Отечественной войны некоторыми упоминаются полевые военкоматы, которых никогда не было, данное просторечное словосочетание применяется некоторыми ко временным структурам, осуществлявшим призыв на службу и подчинённым непосредственно военным советам действующих армий.
В настоящий момент руководство служебной деятельностью военкоматов осуществляется Министерством обороны Российской Федерации через командующих войсками военных округов. Управление служебной деятельностью военкомата осуществляется военным комиссаром.
Военные комиссариаты не имеют филиалов и представительств. В структуру военных комиссариатов входят командование, основные подразделения, в том числе военные комиссариаты по муниципальным образованиям, подразделения обеспечения и центры социального обеспечения.
Военные комиссариаты (муниципальные) могут создаваться в муниципальных образованиях, имеющих статус городского округа, внутригородских территорий городов федерального значения, муниципального района.
Каждый военный комиссариат (муниципальный) имеет печать с указанием номера военкомата, которая передаётся военному комиссару (муниципальному) военным комиссаром субъекта Российской Федерации.
Основные подразделения и центры социального обеспечения осуществляют свою деятельность на основании положений о них, утверждаемых военными комиссарами субъектов. Военными комиссарами субъектов выдаются доверенности на осуществление служебной деятельности.

## Задачи
Основными задачами военного комиссариата являются:
- подготовка и проведение мобилизации;
- учёт людских и народно-хозяйственных ресурсов;
- подготовка молодёжи к несению военной службы;
- организация проведения призывов граждан на военную службу и на учебные сборы;
- организация приёма граждан на военную службу по контракту;
- осуществление других оборонных мероприятий;

## Формирования

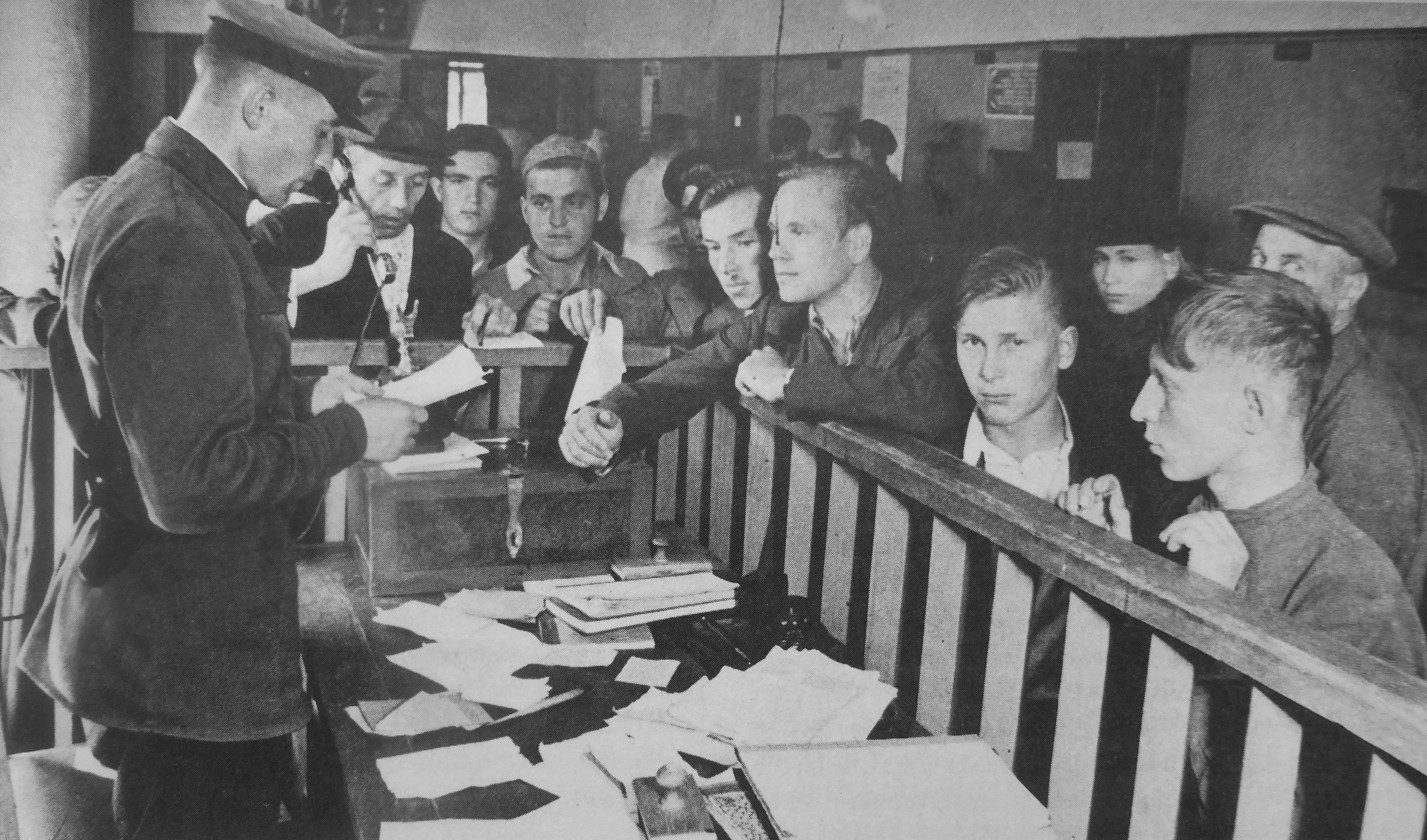
Запись добровольцев в Красную армию в Октябрьском райвоенкомате Москвы. 23 июня 1941 г.

### Типы (в Российской Федерации)
- Военный комиссариат субъекта России (республиканские, краевые, областные)[6].
- Военный комиссариат, подчинённый военному комиссариату субъекта России (объединённые (ОГВК), городские (ГВК), районные (РВК))[6].

### Аббревиатуры
В служебной переписке применяются следующие аббревиатуры:
- КВК — краевой военный комиссариат
- РесВК — республиканский военный комиссариат
- ОВК — областной военный комиссариат
- РВК — районный военный комиссариат
- ОГВК — объединённый городской военный комиссариат
- ГВК — городской военный комиссариат

## День сотрудников военных комиссариатов
- 8 апреля, в день принятия «Декрета об учреждении волостных, уездных, губернских и окружных комиссариатов по военным делам», отмечается профессиональный праздник «День сотрудников военных комиссариатов», установленный в Российской Федерации Указом Президента РФ от 31 мая 2006 года № 549 «Об установлении профессиональных праздников и памятных дней в Вооруженных Силах Российской Федерации»[7]. Праздник был учреждён наряду с другими «в целях возрождения и развития отечественных воинских традиций, повышения престижа военной службы и в знак признания заслуг военных специалистов в решении задач обеспечения обороны и безопасности государства»[8].
- На Украине также существует День мобилизационного работника, который отмечается 14 сентября.
- В Республике Беларусь аналогичный праздник был учреждён приказом министра обороны Республики Беларусь № 175 от 10 марта 2003 года[9].

## Германия
В Германии (ФРГ) примерные функции исполняли Kreiswehrersatzamt.